# 青葉市子
青葉 市子（あおば いちこ、1990年1月28日 - ）は、日本のシンガーソングライター。
京都府出身（出生は千葉県浦安市）。
2010年に19歳で1stアルバム『剃刀乙女』をリリース。
アメリカ最大の音楽レビューサイト「Rate Your Music（RYM）」ではフォーク・シンガーとして最高評価を得ている。昨今ではヨーロッパでの活動を主軸としている。
近年は、ナレーションやCM、舞台音楽の制作、芸術祭でのインスタレーション作品発表など、さまざまなフィールドで創作を行う。

## 経歴
1993年、3歳ぐらいのときに赤いトイピアノを買ってもらい、テレビの前において、CMやセーラームーンの曲に合わせて弾く。小学校のときは合唱部。
2002年、中学では吹奏楽部に所属し3年間クラリネットを担当する。
2005年、高校では軽音楽部に所属し、そこではキーボード、ギター、ドラム、ベースと、曲ごとに空いている楽器をいろいろやったが、すべて自己流でコードは今でもわからない。バンドでは、東京事変やASIAN KUNG-FU GENERATIONなどを耳で聴いてコピーしていたが、エレクトリック・ギターは性に合わなかった。
高校生活で、アルバイトを掛け持ちして貯めたお金で新幹線に飛び乗り、東京でライブを見て夜行バスで京都にとんぼ返りをするという日々の中で、15歳のときに、バンドをしていた山田庵巳に出会う。17歳のとき、山田庵巳がバンドではなく、八弦のクラシック・ギターで弾き語りをしている事を知り、ヤマハのジュニアサイズのクラシックギターを購入し、クラシック・ギターを始める。一応教則本は買ったものの結局ほとんど使わず、基本的な指使いもすべて自己流で、遊んでいたら現在のような演奏スタイルになった。
山田庵巳の曲をある程度断片的に弾けるようになり、山田に聴いてもらううちに、「自分の曲も書いたらどう？」とにアドバイスを受ける。
2008年、作曲開始。「不和リン」「ココロノセカイ」が生まれる。地元京都の大学の文学部に進学し、日本語教師の資格を取れるコースを専攻。
2009年9月、１st アルバム録音。
2010年1月20日に、19歳で『剃刀乙女』インディーズ・レーベルからデビューを果たす。20歳、秋ごろ、両立は難しく、音楽に集中したほうがいいと退学して上京。
2013年、4thアルバム『0』でメジャーデビュー。
同年に劇作家・青木豪の舞台『9日間の女王』の演劇制作を依頼される。また、藤田貴大主宰の劇団「マームとジプシー」の『コクーン』や、寺山修司の『レミング』のリバイバル公演にも参加。
2014年3月23日の福井・三國湊座での公演から全国47都道府県を回るツアー「青葉市子 アワぶくツアー . 。○ o ◯ 2014」をスタート。4月26日に台湾公演を、27日に香港公演を実施。9月3日リリースのAimerのミニアルバム『誰か、海を。 EP』収録の表題曲「誰か、海を。」に歌詞を提供。10月、GEZANのマヒトゥ・ザ・ピーポーと新ユニット「NUUAMM」（ぬうあむ）を結成。
2015年11月、台湾・香港・シンガポール・マレーシア・タイを廻る自身初のアジアツアーを開催。
また、2019年にNintendo Switchでリメイクされた『ゼルダの伝説 夢をみる島』のサウンドトラックに青葉が参加しており、日本でのゲームのプロモーションに青葉のアレンジが使われた。
2020年、活動10周年を迎え、自主レーベル「hermine」（エルミン）を設立。12月2日 、“架空の映画のためのサウンドトラック”として『アダンの風』を発売。2020年のRate Your Music（RYM）の年間世界アルバムチャートで世界2位の評価を獲得した。
2021年6月21日、渋谷Bunkamuraオーチャードホールにて、アルバム『アダンの風』の録音に携わったメンバーと共に室内楽編成によってコンサートを開催。
2022年7月、映画『こちらあみ子』では劇中音楽と主題歌を担当し、 『第77回毎日映画コンクール』において音楽賞を受賞。  
2022年7月21日、Blue Note TOKYOにて、青葉市子 「Windswept Adan 2022」 「アダンの風 2022」 with フォノライト ストリングスがライブ。  
2022年8月～10月、「ICHIKO AOBA INTERNATIONAL TOUR 2022」ヨーロッパ&北米ツアー。
2023年3月31日、ライブアルバム「Ichiko Aoba with 12 Ensemble（Live at Milton Court）」配信リリース。

## 人物
シンガー・ソングライターになろうと思ったことも、自身がシンガー・ソングライターだと意識したことも一度もなく、歌が自然にでき、それが楽しいからやっているだけで、ごはんを食べる、寝るといったことと同じ感覚で、何かを表現しようと思ってやっているわけではないと語る。

## ディスコグラフィー

### 配信
- 『火のこ(2.8MHz DSD+mp3 ver.)』 - 青葉市子＋内橋和久（2011年）

### 配信限定シングル
| 発売日         | タイトル                           | レーベル       |
| -------------- | ---------------------------------- | -------------- |
| 2017年7月22日  | ANGELNOIR                          | キングレコード |
| 2018年8月13日  | からかひ / Sweet Williamと青葉市子 | Arte Sonata    |
| 2019年10月25日 | とうめい / 青葉市子&Albert Karch   | KOLD           |
| 2019年12月13日 | あまねき / Sweet Williamと青葉市子 | Arte Sonata    |
| 2020年1月10日  | amuletum bouquet                   | hermine        |
| 2020年7月22日  | "gift" BGM                         | hermine        |
| 2020年9月2日   | 海底のエデン                       | hermine        |
| 2020年10月30日 | Porcelain                          | hermine        |
| 2021年2月3日   | アンディーヴと眠って               | hermine        |
| 2021年6月16日  | Windswept Adan roots               | hermine        |
| 2022年6月15日  | もしもし                           | hermine        |
| 2023年5月23日  | Space Orphans                      | hermine        |
| 2023年8月26日  | meringue doll                      | hermine        |
| 2024年8月8日   | Lullaby                            | hermine        |
| 2024年12月12日 | FLAG                               | hermine        |

### 参加作品
- 「Family」 - FreeTEMPO（2010年、『Life』収録）
- 「Yura Yura」 - Ovall（2013年、『Dawn』収録）
- 「外は戦場だよ」- 青葉市子 コーネリアス（2013年、アルバム『攻殻機動隊 ARISE O.S.T』収録）
- 「3びきのくま」- 大貫妙子トリビュート・アルバム『Tribute to Taeko Onuki』（2013年）
- 『舞台「9days Queen~9日間の女王~」オリジナルサウンドトラック』（2014年）
- 「雨」- クラムボントリビュート・アルバム『Why not Clammbon!?』（2014年）
- 「水曜日の夕方」- さくらももこ×来生たかお『One Week』（2017年）
- 「悲しみのラッキースター (Vu Jà Dé ver.)」 - 細野晴臣（2017年、『Vu Jà Dé』収録）
- 「てざわりうた」 - Cornelius（2018年、『デザインあ 2』収録）
- 「アラベスク」 青葉市子×岩井俊二 - 『Salyu 20th Anniversary Tribute Album "grafting"』（2024年）[16]

## 出演

### 舞台
- 9days Queen～九日間の女王～（2014年）  -歌唱・演奏
- 小指の思い出（2014年） - 劇伴・演奏
- cocoon（2015年） - 出演
- みつあみの神様（2015年）  - 劇伴・演奏
- レミング～世界の涯まで連れてって～（2015-2016年） - 歌唱・出演
- 0123（2016年）- 歌唱・演奏・出演
- わたしは真悟（2016-2017年） - 作詞

### 映画
- マンガをはみだした男 赤塚不二夫（2016年） - ナレーション[17]

### テレビドラマ
- ユーミンストーリーズ（2024年、NHK総合） - 劇伴

### Webアニメ
- ブレードランナー ブラックアウト2022（2017年） - トリクシー役[18]

### CM
- 眼鏡市場「ちゃんと選ぶなら。」篇（楽曲使用）
- タマホーム・プロダクトCM（作詞・作曲・歌唱・演奏・ナレーション）
- NTTドコモ「イエ・ラブ・ゾク」テーマソング（作詞・作曲・歌唱・演奏）
- キユーピー・キユーピーハーフ「マヨディップ」篇（作曲・歌唱・演奏）
- ACジャパン・みんなで考えてみませんか。これからも。（歌唱）
- UNIQLO サラファイン「AIRism 菅井円加 」篇（歌唱・演奏）
- サントリー・トリスハニー web cm「Honey Moment」（作曲・歌唱・演奏）
- ソフトバンク、無印良品、Norton、その他
- Nintendo Switch専用ソフト「ゼルダの伝説 夢をみる島」CM（「かぜのさかなのうた」歌唱・ナレーション）[19]

### ラジオ
- α-STATION「FLAG RADIO」奇数月水曜担当（2021年9月 - 、21:00 - 22:00）

## 受賞
- 第77回毎日映画コンクール - 音楽賞（『こちらあみ子』）[20]